# Toxicocalamus pumehanae
Toxicocalamus pumehanae — вид отруйних змій родини аспідових (Elapidae). Ендемік Папуа Нової Гвінеї.

## Поширення й екологія
Toxicocalamus pumehanae відомі за типовим зразком, зібраним на плато Манагалас в провінції Оро на південному сході Нової Гвінеї, на висоті 710 м над рівнем моря. Вони живуть в тропічних лісах. Ведуть денний, напівриючий спосіб життя. Живляться черв'яками. Відкладають яйця.